# I Saw the Devil
I Saw the Devil (악마를 보았다?, 惡魔를 보았다?, Akmareul BoatdaLR, Akmarŭl PoattaMR) è un film del 2010 diretto da Kim Ji-woon e interpretato da Lee Byung-hun e Choi Min-sik. Particolarmente violento, è considerato, da molti critici e addetti ai lavori, uno dei migliori thriller del cinema coreano e internazionale degli ultimi vent'anni.

## Trama
Un autista di scuolabus di nome Jang Kyung-chul incontra una donna di nome Jang Joo-yun e si offre di aggiustare la sua gomma a terra. Dopo averle fatto perdere i sensi e averla portata a casa sua, Kyung-chul la smembra metodicamente, ignaro che il suo anello cade e rimane bloccato nello scarico. Kyung-chul disperde le parti del corpo in un ruscello locale, dove viene scoperto, spingendo la polizia a condurre una ricerca guidata dal capo della squadra Jang, il padre di Joo-yun. Il suo fidanzato, Kim Soo-hyun, un ufficiale del NIS, giura di vendicarsi dell'assassino.
Dopo aver appreso dell'esistenza dei quattro sospettati da Jang, Soo-hyun ne interroga privatamente due. Dopo aver perquisito la casa di Kyung-chul, il terzo sospettato, Soo-hyun, trova l'anello di Joo-yun. Poco tempo dopo, Kyung-chul porta a casa una studentessa e la aggredisce. Soo-hyun lo picchia fino a fargli perdere i sensi. Invece di uccidere Kyung-chul, Soo-hyun lo costringe a ingoiare un localizzatore , permettendogli di tracciare i movimenti di Kyung-chul e ascoltare le sue conversazioni.
Al risveglio, a Kyung-chul viene offerto un passaggio su un taxi contenente già un passeggero. Notando le loro cattive intenzioni, Kyung-chul attacca per primo. Dopo averli uccisi, getta i corpi sul ciglio della strada. Si reca in una clinica per farsi esaminare le ferite. Dopo essere stato curato, procede ad aggredire sessualmente un'infermiera. Soo-hyun arriva, lo sottomette e gli taglia il tendine d'Achille prima di andarsene. A questo punto l'intenzione di Soo-hyun diventa chiara: vuole torturare Kyung-chul il più a lungo possibile.
Kyung-chul visita la casa del suo amico Tae-joo, un assassino e cannibale. Dopo aver appreso della situazione, Tae-joo osserva che il suo aguzzino deve essere imparentato con una delle sue vittime. Kyung-chul deduce l'identità di Soo-hyun. Soo-hyun arriva e rende inabili entrambi gli assassini insieme alla fidanzata di Tae-joo, Se-jung. Il giorno successivo, Tae-joo e Se-jung, ancora privi di sensi, vengono arrestati dalla polizia e mandati in ospedale.
Altrove, Soo-hyun e Kyung-chul ricevono cure per le loro ferite, aiutati dal fidato subordinato di Soo-hyun per sfuggire alla polizia. Kyung-chul si sveglia e sente Soo-hyun e il subordinato parlare del trasmettitore. Dopo essere stato rilasciato, Kyung-chul ruba e usa lassativi per espellere il trasmettitore, quindi lo pianta su un autista alla fermata dei camion. Soo-hyun entra nella stanza d'ospedale di Tae-joo per interrogarlo e scopre che Kyung-chul sta inseguendo il capo della squadra Jang e l'altra sua figlia Jang Se-yun. Infuriato, Soo-hyun rompe la mascella di Tae-joo.
Kyung-chul arriva a casa di Jang, lo aggredisce brutalmente, poi uccide Jang Se-yun. Quindi tenta di evitare la vendetta di Soo-hyun arrendendosi alla polizia. Tuttavia, Soo-hyun rapisce Kyung-chul proprio davanti agli occhi della polizia. A casa di Kyung-chul, Soo-hyun lo tortura, lo mette sotto una ghigliottina improvvisata e lo lascia con una corda tra i denti per evitare che la lama cada.
Sebbene si prenda gioco di Soo-hyun, Kyung-chul inizia a farsi prendere dal panico quando scopre che suo figlio e i suoi anziani genitori, che aveva abbandonato qualche tempo fa, sono arrivati e stanno cercando di fargli visita. Quando la sua famiglia apre la porta, si attiva un altro meccanismo che fa cadere la lama e decapita Kyung-chul davanti alla sua famiglia. Soo-hyun scoppia in lacrime mentre se ne va.

## Distribuzione
Conosciuto con il titolo internazionale I Saw the Devil (lett. "Ho visto il diavolo"), in Italia viene distribuito dalla CG Entertainment nel 2024 direct-to-video, in lingua originale con sottotitoli in italiano.